# シネミス・ガメラ
シネミス・ガメラ (Sinemys gamera) は、前期白亜紀に生息していた化石カメ類のステムグループの1種。シネミス科シネミス属に属する。

## 発見
中華人民共和国、内モンゴル自治区において進化生物学者リー・ヴァン・ヴェーレンによって発見された。カナダの古生物学者ドナルド・ブリンクマン (Donald Brinkman) および中国科学院古脊椎動物古人類研究所の彭江華 (Jiang-Hua Peng) によって1993年に命名されている。属名（Sinemys）はギリシャ語のsinai（中国）+emys（カメ）、種小名（gamera）は日本の怪獣映画に登場するカメ型の怪獣・ガメラに由来する。

## 特徴
甲長約13 - 20センチメートル。比較的小型のカメであり、乾燥帯から湿潤な河川流域であったと推測される地層（Luohandong Formation）から記載された。首を完全に甲羅に隠すことができるようになった潜頸亜目のグループに属するとされていたが、分類に関しては不明瞭。頭骨に鼻骨が残っているなど、祖先的な形態を残している。外見的な特徴としては、腹甲が大きく退縮、背甲が独特の六角形になり、その左右に翼のような突起を持つことが挙げられる。この突起は先端に行くほど細くなり後退角が付いている。発見された化石では幅は最大でおよそ24センチメートルであったという。この翼状の突起は、流れの速い河川において甲羅の回転を制御するために用いられたと推測されている。F-117やB-2といったステルス機を髣髴（）させる形状から、このカメは空を飛ぶカメの怪獣・ガメラにちなんだ学名を与えられ、「ステルス爆撃機ガメ」という愛称でも呼ばれている。
日本では食玩のチョコラザウルスなど、幾つかのメーカーがフィギュア化している。しかし、このカメを正確に再現できているものは決して多くない。